# Dodge Charger Daytona

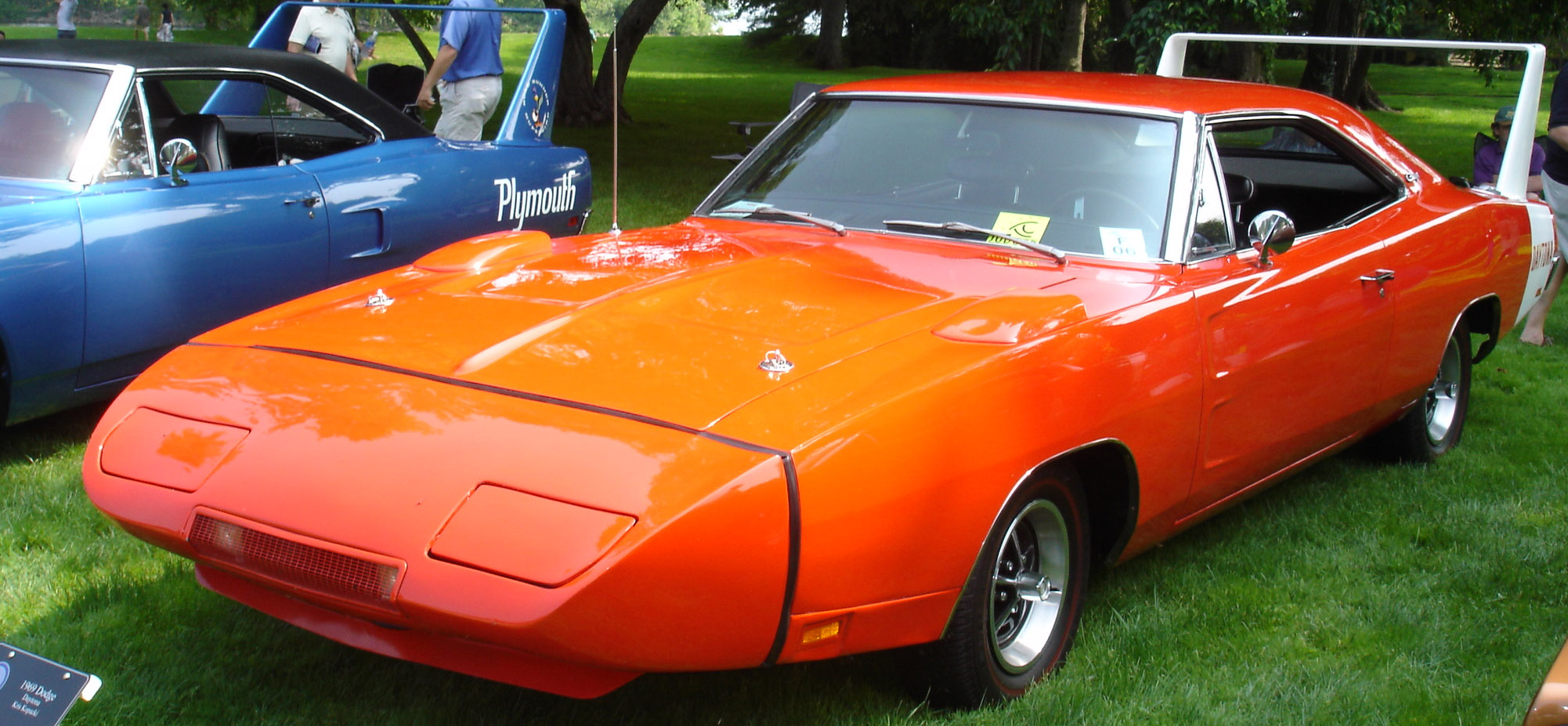
Das erste Modell von 1969

Der Dodge Charger Daytona ist ein Sportwagen und Muscle-Car des Automobilherstellers Chrysler unter der Automobilmarke Dodge. Der Name wurde von Daytona Beach, Florida, übernommen, welches schon früh ein Zentrum des Autorennsports war und auch heute noch das Daytona 500, das wichtigste NASCAR-Rennen, veranstaltet. Das erste Modell mit diesem Namen wurde nur im Jahr 1969 produziert. Es basierte auf dem Dodge Charger des Modelljahres 1969. Ein weiteres Modell wurde als Ausstattungsvariante von 2006 bis 2009 gebaut, welches auf dem Modelljahr 2006 des Charger basiert. Ein Elektroauto ist der im März 2024 vorgestellte Charger Daytona.

## Erste Generation
Die erste Generation wurde 1969 in Hamtramck in dem US-amerikanischen Bundesstaat Michigan produziert. Das Fahrzeug ist ein Hardtopcoupé (ohne B-Säulen) und basiert auf dem Charger 500 Modell der 1. Fahrzeuggeneration. Für eine bessere Aerodynamik erhielt das Fahrzeug eine strömungsgünstige Nase aus Fiberglas und einen überdimensionalen Heckspoiler von 584 mm Höhe. Der Radstand beträgt 2972 mm. Der Daytona war im Standard mit einem 7,2 Liter (440 in3) Magnum-Motor mit 390 brutto SAE-PS motorisiert. Als Extra war ebenfalls ein 7,0 Liter (426 in3) Hemi V8-Motor mit 425 brutto SAE-PS verfügbar. Mit diesem erreichte der Daytona eine Höchstgeschwindigkeit von 200 mph (322 km/h). Er war das erste NASCAR-Fahrzeug, das eine Geschwindigkeit von 200 Meilen pro Stunde erreichte, was zu dieser Zeit ein wichtiger Meilenstein war. Zeitgleich wurde als Schwestermodell der Plymouth Superbird hergestellt.
Da der Charger Daytona nur in diesem Jahr produziert wurde, ist er jetzt ein sehr seltenes und gesuchtes Sammlerstück. Darüber hinaus entstanden zu Homologationszwecken lediglich 503 Fahrzeuge. Einige Fahrzeuge konnten auf Auktionen in den USA Erlöse bis zu 900.000 US-Dollar erzielen.

## Zweite Generation

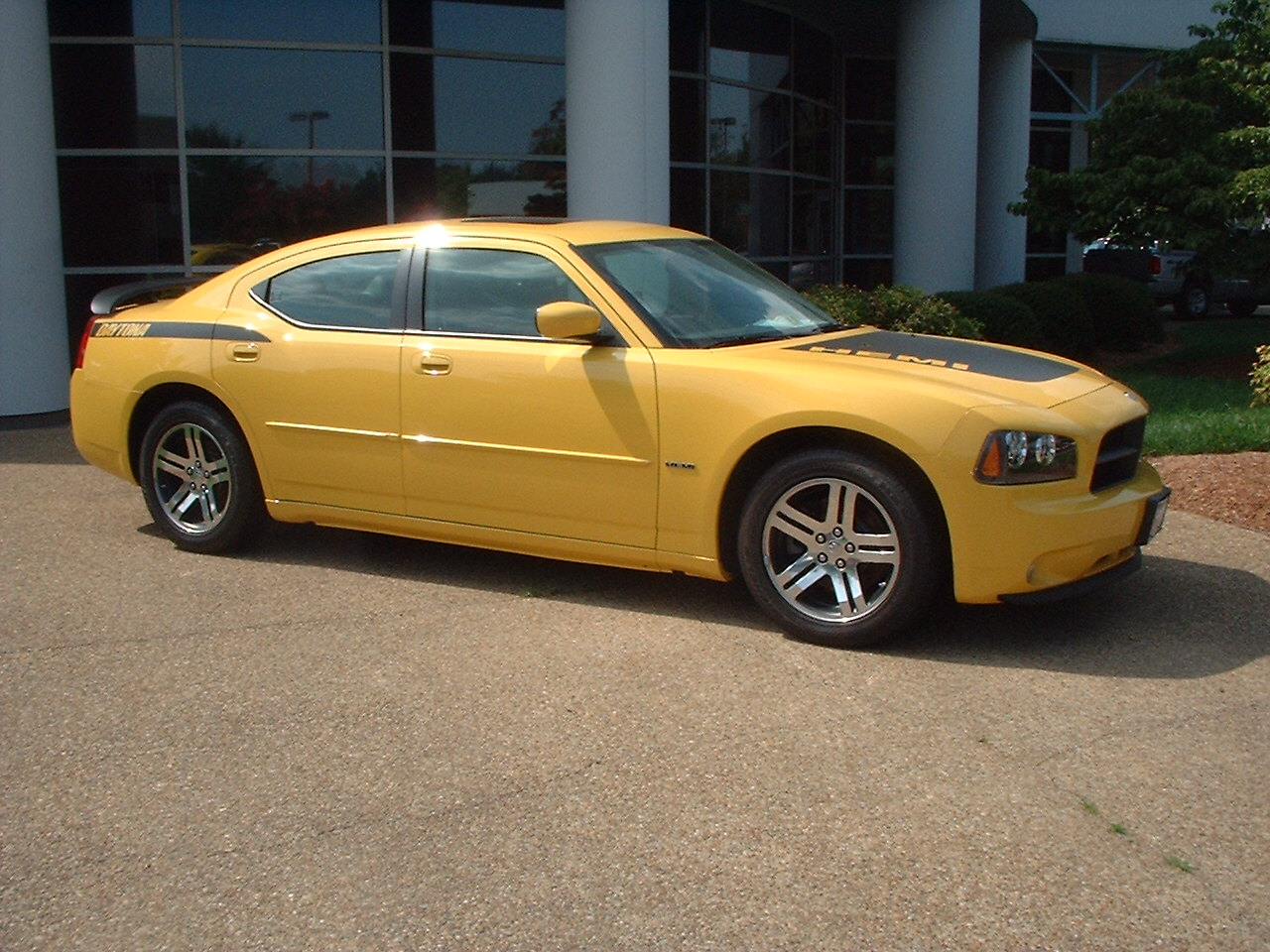
Die zweite Generation des Dodge Charger Daytona

Die zweite Generation wurde von 2006 bis 2009 in Brampton in Kanada  produziert. Das Fahrzeug ist ein Sportwagen mit vier Türen und basiert auf dem Dodge Charger LX. Es ist 5083 mm lang, 1892 mm breit und 1478 mm hoch. Als Motor wurde ein 5,7 Liter (345 in3) Hemi mit 350 PS, ab 2009 mit 368 PS, verwendet. Die Produktion wurde im Jahr 2009 eingestellt.

## Dritte Generation
Im März 2024 stellte Dodge die dritte Generation des Charger Daytona vor. Erstmals handelt es sich dabei um ein elektrisch angetriebenes Modell (2025 sollen Modelle mit Verbrennungsmotor folgen). Den Dodge Charger Daytona 2024 gibt es als R/T und als Scat Pack-Version. Beide Modelle haben Allradantrieb und eine 101 kWh fassende Batterie. Der R/T leistet 503 PS, der Scat Pack bringt es auf 680 PS. 
Erstmals wird es den Dodge Charger Daytona außerdem in einer Zwei- sowie in einer viertürigen Version geben.

## Teilnahme an Rennserien
Mit der ersten Generation des Dodge Charger Daytona wurde an der Good Sam Club 500 und der NASCAR-Rennserie teilgenommen. Auch die zweite Generation wurde an einigen Rennserien eingebunden, so beispielsweise auch die Daytona 500.